# Danh sách câu lạc bộ bóng đá ở Armenia
Đây là danh sách các câu lạc bộ bóng đá ở Armenia.

## Câu lạc bộ hoạt động
- Alashkert
- Ararat Yerevan
- Banants
- Erebuni
- Gandzasar
- Kotayk
- Pyunik
- Shirak

## Câu lạc bộ không hoạt động
| - Abovyan - Akhtala Tumanyan - Akhtamar - Almast - Arabkir - Aragats - Araks - Araks Ararat - Armavir - Arpa - Aznavour - Bentonit - BKMA Yerevan - Debed - Dinamo Yerevan - Dvin Artashat - FIMA Yerevan - Geghard - Hachen | - Impulse - Karin - Kilikia - King Delux - Kumayri - Lernagorts Vardenis - Lernayin Artsakh - Lokomotiv Yerevan - Luys-Ararat - Lori - Malatia - Masis - Mika - Moush Charentsavan - Moush Kasakh - Nairi - Nig Aparan - Nork Marash - Patani | - RUOR Yerevan - Shengavit - Shinarar - Sipan - SKBB Yerevan - Spitak - Spartak Yerevan - Tufagorts - Ulisses - Vagharshapat - Van Yerevan - Vanadzor - Yeghvard - Yerazank - Yerevan - Yerevan United - Yezerk - Zangezour - Zvartnots-AAL |